# Швилохзе (општина)
Швилохзе (њем. Schwielochsee) општина је у њемачкој савезној држави Бранденбург. Једно је од 37 општинских средишта округа Даме-Шпревалд. Према процјени из 2010. у општини је живјело 1.633 становника. Посједује регионалну шифру (AGS) 12061450.

## Географски и демографски подаци
Швилохзе се налази у савезној држави Бранденбург у округу Даме-Шпревалд. Општина се налази на надморској висини од 41-103 метра. Површина општине износи 130,8 km². У самом мјесту је, према процјени из 2010. године, живјело 1.633 становника. Просјечна густина становништва износи 12 становника/km².